# Knuckles the Echidna
Knuckles the Echidna (ナックルズ・ザ・エキドゥナ Nakkuruzu za Ekiduna?) är en fiktiv karaktär i Segas spelserie Sonic the Hedgehog. Han är ett rött antropomorft myrpiggsvin som är beslutsamt och allvarligt men emellanåt lättlurat. Han kan glidflyga och klättra uppför väggar och är en kraftfull slagskämpe på grund av sina spetsiga knogar. Han tjänar som väktare till en så kallad ”Master Emerald”, en stor ädelsten som styr de viktiga Kaos-Smaragderna i spelserien.
Knuckles debuterade som antagonist i Sonic the Hedgehog 3 1994. Dr. Robotnik lurar honom till att förhindra Sonic och Tails. Han blev först spelbar i Sonic & Knuckles senare samma år. Han får reda på Robotniks lögn och börjar samarbeta med Sonic under spelets gång. Sedan dess har han medverkat i ett flertal spelbara- och icke spelbara roller, liksom i många serietidningar och tv-serier.
Mottagandet bland recensenter har varit övervägande positivt. Han har vid återkommande tillfällen lyfts fram som tuff och cool. Några kritiker har dock uttryckt missnöje kring spelseriens stora karaktärsgalleri. Knuckles har regelbundet förekommit i Sonic-merchandise.

## Koncept och ursprung
Under skapandet av Sonic the Hedgehog 3 ville utvecklarna göra en ny rival till Sonic. Knuckles slutliga design var resultatet av dussintalet möjliga designalternativ som inspirerades av flera olika djur. Tyngdpunkten för karaktären var att krossa väggar. Han planerades ursprungligen ha en jamaicansk accent och ha namnet 'Dreds' som en referens till hans dreadlocks.
Knuckles skapades av utvecklaren Takashi Yuda som aldrig avsåg honom bli något mer än en ”birollsfigur.” Knuckles introducerades i Sonic the Hedgehog 3 som ”respektingivande” på grund av sina kraftfulla egenskaper. Han fick en huvudroll i det efterföljande spelet Sonic & Knuckles där han gjorde sitt första framträdande som en spelbar karaktär.

## Figuren
Knuckles är ett 17 år gammalt rött antropomorft myrpiggsvin och den enda levande ättlingen från en klan av myrpiggsvin. I många år vaktade hans klan en stor ädelsten kallad Master Emerald, som styr Kaos-Smaragderna, föremål som är centrala i spelserien Sonic the Hedgehog. Därför har Knuckles ägnat större delen av sitt liv på en svävande ö kallad Angel Island där han skyddar smaragden från faror. Han har som ett resultat under uppväxten blivit tämligen introvert.
Knuckles har en allvarlig och beslutsam personlighet och beskrivs som kylig i strid. Han tappar dock ibland fattningen och hamnar i slagsmål med andra karaktärer, och är emellanåt blyg bland flickor. Hans förhållande till seriens protagonist Sonic är ambivalent. Knuckles kommer in i spelserien som en fiende till Sonic och ser honom senare både som en vän och en rival, samtidigt som han är avundsjuk på Sonics äventyrliga livsstil. Han skildras som något lättlurad och väldigt förhastad, i synnerhet när han blir arg. Han har ofta blivit vilseledd av Dr. Robotnik, men har blivit mer skeptiskt inställd till honom.
Samtidigt som han är något långsammare än Sonic, beskrivs Knuckles som en av spelseriens starkaste karaktärer och en skicklig utövare av kampsport. Hans kraftfulla fysik gör att han kan lyfta föremål som är mycket större och tyngre än han själv och hans stora knytnävar gör det möjligt för honom att krossa stenblock. Han har också förmågan att glidflyga över långa avstånd genom att fånga luft under sina dreadlocks, samt klättra uppför väggar genom att använda sina spetsiga knogar. Till skillnad mot Sonic har Knuckles simförmåga. Liksom andra Sonic-karaktärer kan Knuckles rulla ihop sig till en boll för att attackera fiender. Han har också en förstärkt ”Super”-form. Genom att använda Kaos-Smaragderna förvandlas han till Super Knuckles och genom att använda ”Super Emeralds” förvandlas han till Hyper Knuckles.

## Framträdanden
Knuckles debuterade 1994 i Mega Drive-spelet Sonic the Hedgehog 3. Knuckles går samman med den huvudsakliga antagonisten Dr. Robotnik sedan han lurat Knuckles att tro att Sonic har försökt stjäla Master Emerald. Knuckles konfronterar Sonic vid flera tillfällen genom spelet. Robotniks lögner avslöjas senare i Sonic & Knuckles när han stjäl Master Emerald och attackerar Knuckles. Samtidigt som Knuckles debut som spelbar karaktär kommer i Sonic & Knuckles, så är han spelbar i Sonic the Hedgehog 2 och Sonic 3 via Mega Drive-konsolens funktion för sammankoppling av spel. 1995 figurerade han i spelet Knuckles' Chaotix till konsolen Sega 32X.
I Sonic Adventure krossar Robotnik Master Emerald och frigör därmed livsformen ”Chaos” som flyr iväg. För att återställa Smaragden och därmed skydda Angel Island, letar han efter bitarna på olika banor. Spelupplägget är ungefär detsamma i Sonic Adventure 2 där Knuckles ska försöka samla ihop Smaragddelar.
Knuckles fungerar som en ”styrka”-karaktär i Sonic Heroes tillsammans med Sonic och Tails, som representerar kategorierna ”fart” respektive ”flygning”. Knuckles hjälper Sonic, Tails, Amy Rose och Cream the Rabbit att förhindra Robotniks bygge av ett imperium i Sonic Advance, Sonic Advance 2 och Sonic Advance 3. Knuckles förekommer med samma lag i Sonic Riders och dess två uppföljare. I ett annat lagbaserat spel, rollspelet Sonic Chronicles: The Dark Brotherhood, är Knuckles en spelbar karaktär och har en stor roll i berättelsen.
Han figurerar i Sonic Rush, i Nintendo DS-versionen av Sonic Colours, och ger Sonic uppdrag och råd i Sonic Generations. I Sonic Lost World vaktar Knuckles och Amy Rose skogsdjur samtidigt som Sonic och Tails räddar djurens vänner.
Knuckles har förekommit som en spelbar karaktär i flera spinoff-spel, exempelvis fightingspelet Sonic the Fighters, racingspelet Sonic R, och partyspelet Sonic Shuffle. Han har också medverkat i crossover-spel som Mario & Sonic at the Olympic Games och Sonic & All-Stars Racing Transformed. Han gör ett cameoframträdande i Sega Superstars Tennis där han befinner sig i publiken på Green Hill court. och på banan Green Hill i Super Smash Bros. Brawl där han, Tails och Silver the Hedgehog springer genom loopen i bakgrunden. Knuckles är en av fyra valbara karaktärer i actionäventyrsspelet Sonic Boom.
Vid sidan av spel har Knuckles också förekommit i olika serietidningar och tv-serier. Knuckles figurerar i alla tre säsonger av Sonic X, och har en av huvudrollerna i den datoranimerade tv-serien  Sonic Boom.

## Mottagande
Karaktären har fått allmänt positiv respons. Enligt Levi Buchanan på IGN ”verkade [fans] riktigt nöjda” med tillskottet i karaktären Knuckles, som var tillräckligt populär för att vara med i Sonic & Knuckles, men Buchanan tyckte att karaktärer som kom efter honom var ”för mycket”. Colin Moriarty, också IGN, valde ut introduceringen av både Knuckles och Tails som tidpunkten för när spelserien blev ”tvivelaktig” och listade dem och alla andra karaktärer, utom Sonic och Robotnik, som de i näst störst behov av att ”dö” på hans top 10-lista. I kontrast till detta rankades han som den bästa Sonic-karaktären av tidskriften Official Nintendo Magazine, baserat på inflytandet han hade för Sonic-spelen som han först förekom i.
Enligt officiella omröstningar av Sonic Team, är Knuckles den fjärde mest populära karaktären i spelserien, efter Tails, Shadow och Sonic. Elton Jones på tidskriften Complex listade Knuckles som hans elfte mest önskade karaktär till nästa Super Smash Bros.-spel. I en annan artikel ansåg Complex Knuckles vara en bättre karaktär än Sonic och berömde hans förmåga att glidflyga och klättra, och sade att ”även om hans banor vore lite mer utmanande än Sonics, skulle spänningen att få möjlighet att utforska vissa delar av banorna som den blåfärgade hjälten inte skulle kunna vara värt det”. Riley Little på Gamerant hade med Knuckles på hans lista över "Top 10 Third-Party Characters that Could Appear in the New Super Smash Bros.", och sade att ”Denna bångstyriga bråkmakare vet hur en buffé av knogmackor serveras, och det finns ingen tvekan om att han är en av de mest passande karaktärerna att uppta en plats på listan”.
Publikationen Mega Zones recension av spelet Knuckles' Chaotix hyllade introduceringen av en ny protagonist och ansåg den vara ”ruffare [och] tuffare” i jämförelse med den ”ryggradslöse” Sonic. Mean Machines Sega kallade Knuckles förmågor ”imponerande” och karaktären överlag mer användbar och lovande än Tails. Sega Magazine nämnde att Knuckles ”ser coolare ut” än Sonic och jämförde honom med Spindelmannen och föreslog att han skulle få sitt eget spel. Sega Magazine beskrev honom senare som ”svängig” och ”toppen” och sammanfattade det med att de ”älskar honom.”